# Нічого, окрім задоволення
«Нічого, окрім задоволення» (Nothing But Pleasure) — американська короткометражна кінокомедія Жуля Вайта 1940 року з Бастером Кітоном в головній ролі.

## Сюжет
Кларенс з дружиною вирушили в Детройт, щоб купити нову машину. Поїздка обіцяє бути суцільним задоволенням…

## У ролях
- Бастер Кітон — Кларенс Планкетт
- Дороті Епплбі — місіс Планкетт
- Беатріс Блінн — п'яна жінка
- Роберт Стерлінг — ганстер в автомобілі
- Лінтон Брент — шериф
- Річард Фіске — чоловік з поламаною машиною в Детройті
- Бад Джеймісон — поліцейський в Детройті